# 일차 독립 집합
선형대수학에서 일차 독립 집합(一次獨立集合, 영어: linearly independent set) 또는 선형 독립 집합(線型獨立集合)은 모든 벡터가 남은 벡터들의 일차 결합으로 나타낼 수 없는 벡터들의 집합이다.

## 정의
체 {\displaystyle K} 위의 벡터 공간 {\displaystyle V}의 부분 집합 {\displaystyle I\subseteq V}에 대하여, 다음 조건들이 서로 동치이며, 이를 만족시키는 {\displaystyle I}를 {\displaystyle V}의 일차 독립 집합이라고 한다.
- 임의의 서로 다른 {\displaystyle i_{1},\dots ,i_{n}\in I} 및 {\displaystyle c_{1},\dots ,c_{n}\in K}에 대하여, 만약 {\displaystyle c_{1}i_{1}+\cdots +c_{n}i_{n}=0_{V}}라면, {\displaystyle 0_{K}=c_{1}=\cdots =c_{n}}이다. (여기서 {\displaystyle 0_{V}\in V}와 {\displaystyle 0_{K}\in K}는 각각 {\displaystyle V}와 {\displaystyle K}의 덧셈 항등원이다.)
- 임의의 {\displaystyle i\in I}에 대하여, {\displaystyle i\not \in \operatorname {Span} _{K}(I\setminus \{i\})}이다. (여기서 {\displaystyle \operatorname {Span} _{K}(-)}는 주어진 부분 집합으로 생성된 부분 벡터 공간이다.)

두 조건의 동치는 체의 모든 0이 아닌 원소가 가역원이라는 성질에 의존하며, 일반적인 환 위의 가군에서는 첫 번째 조건이 두 번째 조건을 함의한다. 일차 독립 집합이 아닌 벡터 공간의 부분 집합을 일차 종속 집합(一次從屬集合, 영어: linearly dependent set) 또는 선형 종속 집합(線型從屬集合)이라고 한다. 부분 중복 집합에 대하여 마찬가지로 일차 독립 중복집합(一次獨立重復集合, 영어: linearly independent multiset)과 일차 종속 중복집합(一次從屬重復集合, 영어: linearly dependent multiset)을 정의할 수 있다.

## 성질
일차 독립 집합의 모든 부분 집합은 일차 독립 집합이다. 일차 종속 집합을 포함하는 부분 집합은 일차 종속 집합이다.

## 예
공집합은 벡터 공간의 일차 독립 집합이다. 체 {\displaystyle K} 위의 벡터 공간 {\displaystyle V}의 한원소 부분 집합 {\displaystyle \{v\}\subseteq V}가 일차 독립 집합일 필요충분조건은 {\displaystyle v\neq 0_{V}}이다.

## 같이 보기
- 기저 (선형대수학)
- 아핀 독립 집합

## 참고 문헌
1. ↑  Hoffman, Kenneth; Kunze, Ray (1971). 《Linear algebra》 (영어) 2판. Englewood Cliffs, N. J.: Prentice-Hall. ISBN 0-13-536797-2. MR 0276251. Zbl 0212.36601. IA LinearAlgebraHoffmanAndKunze.